# Le Trésor de Matacumba
Pour plus de détails, voir Fiche technique et Distribution.
Le Trésor de Matacumba (Treasure of Matecumbe) est un film américain réalisé par Vincent McEveety, sorti en 1976.

## Synopsis
En 1869, Davie Burnie découvre l'existence d'un trésor enfoui dans les marais de Floride. Il demande à Thad, un de ses amis, de l'aider à le retrouver. Seulement le trésor est également convoité par Spangler et ses hommes...

## Fiche technique
- Titre original : Treasure of Matecumbe
- Titre français : Le Trésor de Matacumba
- Réalisation : Vincent McEveety, Paul "Tiny" Nichols (assistant), Bud Grace (second assistant)
- Scénario : Don Tait d'après le livre A Journey to Matacumbe de Robert Lewis Taylor
- Direction artistique : John B. Mansbridge
  - Chef décorateur : Robert Clatworthy
  - Décorateur : Frank R. McKelvy
- Directeur de la photographie : Frank V. Phillips
- Son : Herb Taylor (supervision), Frank Regula (mixage)
- Montage : Cotton Warburton (image), Evelyn Kennedy (musique), Raymond Craddock (son), George Fredrick (son)
- Musique : Buddy Baker
- Costumes : Shelby Anderson, Chuck Keehne, Emily Sundby
- Effets spéciaux : Eustace Lycett, Art Cruickshank, Danny Lee, Hans Metz
- Producteur : Ron Miller (exécutif), Bill Anderson, Kevin Corcoran (assistant)
- Société de production : Walt Disney Productions
- Pays de production :  États-Unis
- Langue : Anglais
- Genre : Aventures, Western
- Durée : 107 minutes (1 h 47)
- Dates de sortie :
  - États-Unis : 1er juillet 1976
  - France : 23 mai 1979

Sauf mention contraire, les informations proviennent des sources concordantes suivantes : Leonard Maltin, 
Mark Arnold et IMDb

## Distribution
- Johnny Doran (VF : Aurélia Bruno) : Davie Burnie
- Joan Hackett (VF : Marion Game) : Lauriette Paxton
- Peter Ustinov (VF : Roger Carel) : Dr Ewing T. Snodgrass
- Robert Foxworth (VF : Pierre Arditi) : Jim Burnie
- Vic Morrow (VF : Marcel Bozzuffi) : Spangler
- Billy 'Pop' Atmore : Thaddeus
- Jane Wyatt (VF : Lisette Lemaire) : Tante Effie
- Virginia Vincent (VF : Jane Val) : Tante Lou
- Robert DoQui : Ben
- Don Knight (VF : Gérard Hernandez) : Skaggs
- Mills Watson (VF : Alain Flick) : Catrell
- Dub Taylor (VF : Jacques Dynam) : Shérif Forbes
- Valentin De Vargas : Charlie
- Dick Van Patten (VF : Albert Augier) : le bluffeur
- George Lindsey (VF : Pierre Fromont) : le shérif de Coahoma
- Logan Ramsey : Coley
- Jonathan Daly : Paxton Farrow
- John Myhers (VF : Henri Poirier) : Capitaine Boomer
- Warde Donovan : Shérif Coffey
- James E. Brodhead : le groom
- Rex Holman (VF : Georges Aubert) : l'informateur
- Brion James : Le matelot
- les hommes de Spangler : John Flinn, Louie Elias, Richard Wright, Dave Cass

Sauf mention contraire, les informations proviennent des sources concordantes suivantes : Leonard Maltin, Mark Arnold, Dave Smith et IMDb

## Sorties cinéma
Sauf mention contraire, les informations suivantes sont issues de l'IMDb.
- États-Unis : 1er juillet 1976 ou 9 juillet 1976[5]
- Japon : 29 janvier 1977
- Brésil : 1978
- France : 23 mai 1979
- Uruguay : 10 octobre 1979 (Montevideo)

## Production
- Le film est adapté du roman A Journey to Matacumbe de Robert Lewis Taylor[5]. La chanson Matecumbe a été composée par Richard McKinley et Shane Tatum et interprétée par Bahler, Olsson, Murray et Haas[4],[5]. L'acteur Billy 'Pop' Attmore a aussi participé à l'émission The New Mickey Mouse Club avec le surnom Pop[6]. L'actrice Joan Hackett indique n'avoir jamais vu avant le tournage de marais [7].
- Le film a été tourné à Danville au Kentucky pour la scène d'ouverture ainsi qu'une plantation de 217 acres (88 ha)  construite vers 1830 nommé ici Grassy[5]. La production a utilisé la fleuve Sacramento en amont de Colusa en Californie pour en faire le Mississippi mais s'est installé à Kissimmee pour filmer les Everglades tel que dans le film[5]. L'ouragan est artificiel et a été créé grâce à machines à vent géantes et des projecteurs d'eau ainsi que des avions bombardiers d'eau au dessus  d'une forêt vierge inhabitée des Séminoles[5]. Durant la dernière nuit de tournage de cette séquence catastrophe, l'acteur Peter Ustinov a été frappé par une vague et blessé a du être hospitalisé pour une élongation des ligaments de la cheville gauche[5]. La scène finale sur la plage a été tournée à Walt Disney World[5]. Le Los Angeles Times évoque l'incident dans son édition du 2 janvier 1976 et indique qu'il a eu lieu dans le ranch de la 20th Century-Fox dans Malibu Canyon (en) (depuis nommé Malibu Creek State Park (en))[8]. Son pied est resté bloqué dans le sable au moment où il devait échanger son rôle avec une doublure cascade et s'en prit plusieurs centaines de litres d'eau[8]. Les médecins l'ont mis au repos pour trois semaines[8].

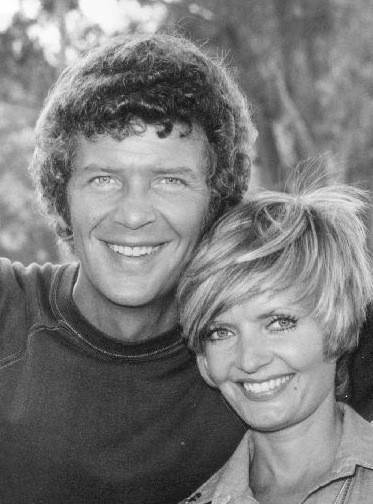
Robert Reed et Florence Henderson en 1973
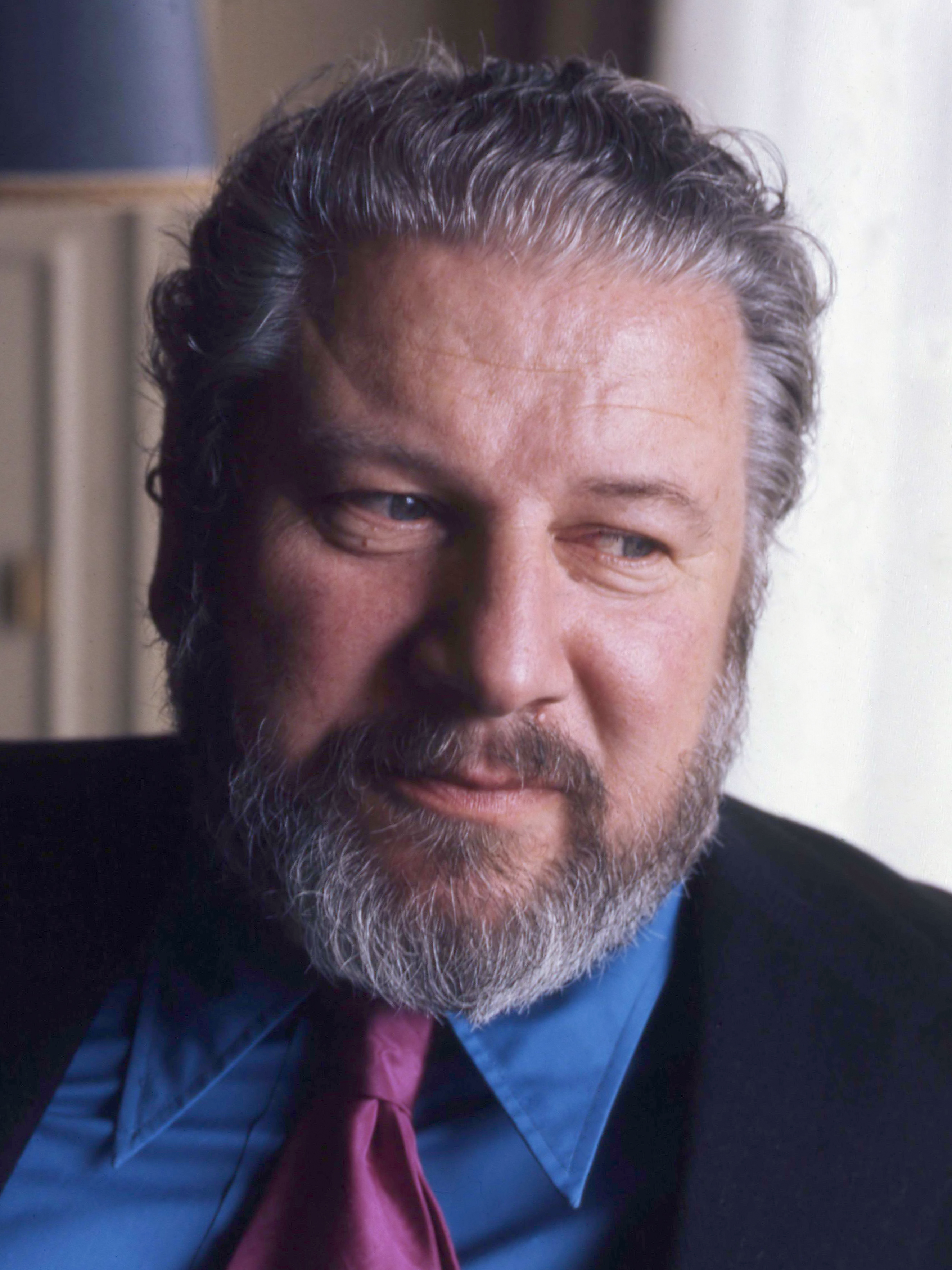
Peter Ustinov en 1974
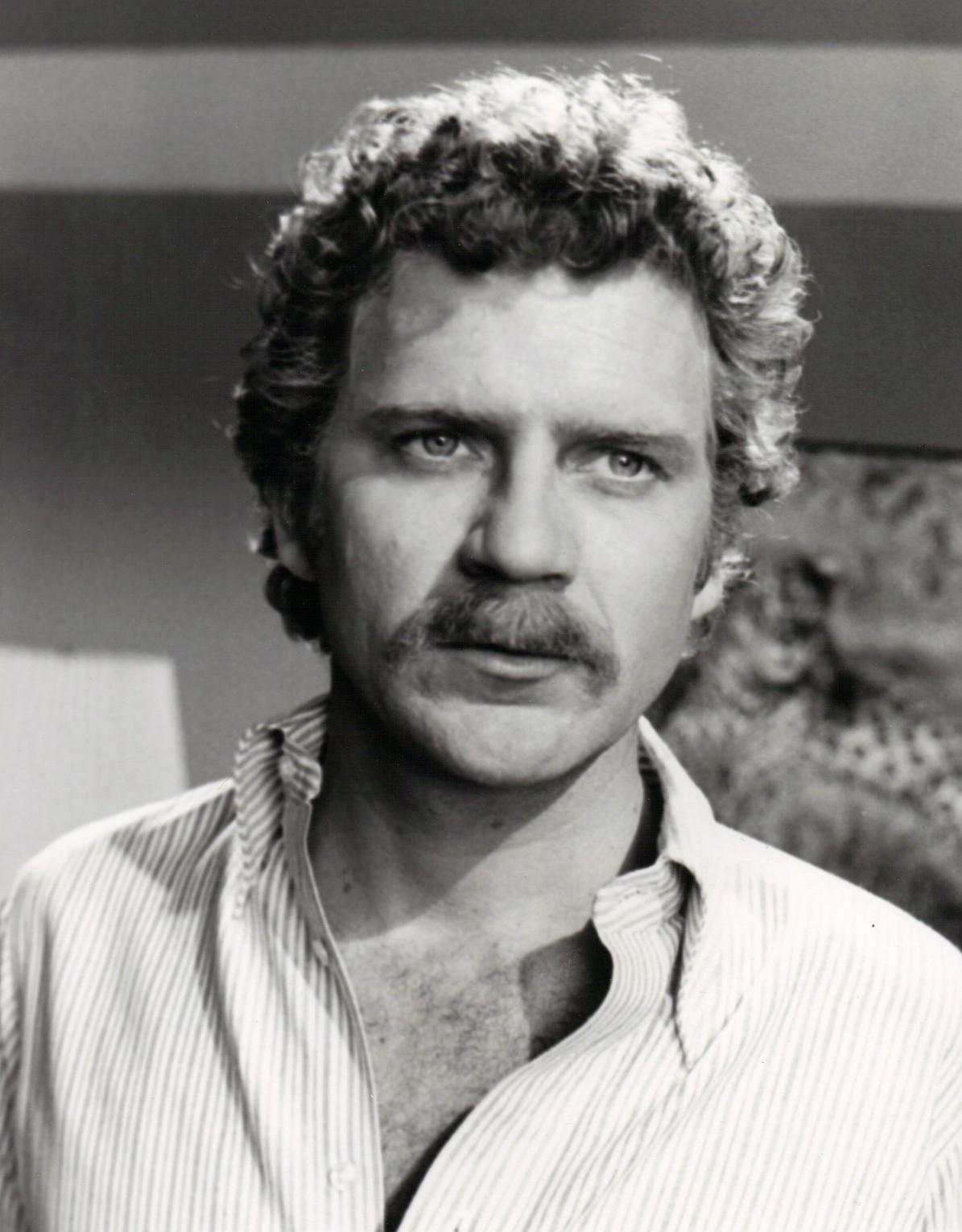
Robert Foxworth en 1975.

- Une adaptation en comic strip a été publiée du 6 juin 1976 au 29 août 1976, soit 13 planches dominicales écrites par Carl Fallberg et dessinées par Mike Arens[9]. Le film sort aux États-Unis à plusieurs dates comme c'est souvent le cas des productions estivales de Disney. Dave Smith, archiviste de Disney indique une première sortie le 9 juillet 1976 sans préciser le lieu[5]. Le Sentinel Star annonce une sortie en Floride pour le 16 juillet[7]. Le Los Angeles Times mentionne début juillet une sortie en Californie le 4 août[10]. Tandis que le New York Daily News annonçait mi-juin une sortie pour le 27 août dans la région de New York et du Jersey, à la fin du troisième festival estival des films Disney qui débutait le 25 juin[11].
- Le film a été diffusé dans l'émission The Wonderful World of Disney en 1977[6]. Il a été édité en vidéo en 1986[5].

## Analyse
D'après Mark Arnold, le film n'a pas eu un grand succès, ne récoltant que 4 millions d'USD et a été rapidement diffusé dans l'émission The Wonderful World of Disney en octobre 1977, alors que La Folle Escapade (1976) sorti quelques mois plus tôt n'a été diffusé qu'en 1982. Pour Arnold, les raisons de cette déconvenue sont « l'aspect général superficiel du film et le fait que l'aventure est longue et ennuyeuse. ». Toutefois, il note que ce n'est pas tous les jours que Disney produit un film tout public (G-Rate) avec des croix enflammées, des lynchages et le Ku Klux Klan. Arnold s'étonne de la ressemblance entre Robert Reed et Robert Foxworth.